# Tekening
Een tekening is een duurzame neerslag van tekenmateriaal (potlood, pen, penseel, plotter) op een drager (papier, doek of plaat). Men maakt onderscheid tussen:
- een kunstzinnige tekening
- een technische tekening

## Kunstzinnige tekening

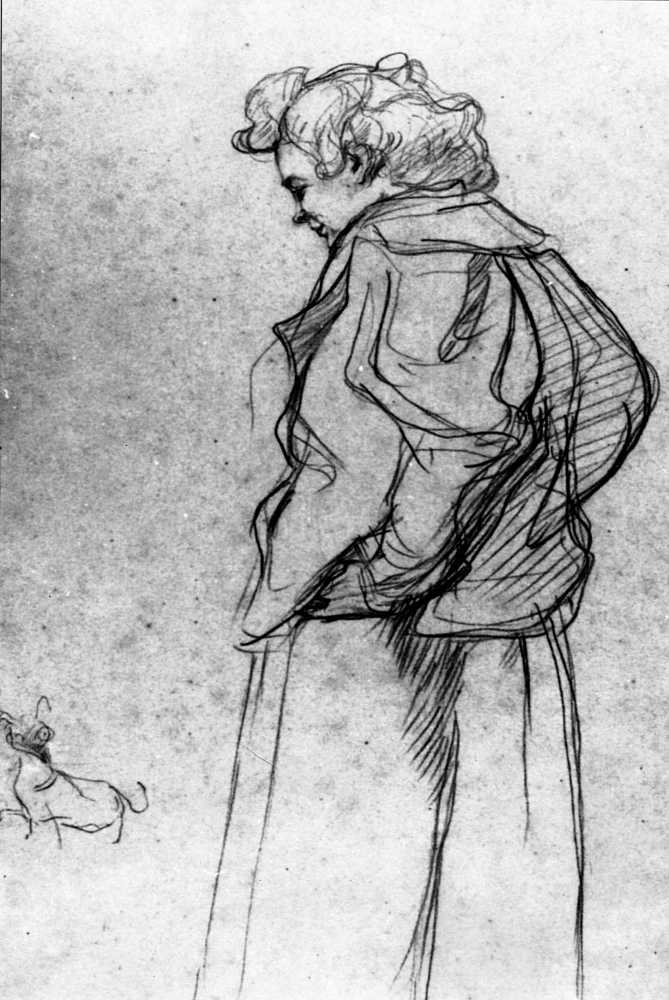
Tekening van Henri de Toulouse-Lautrec, 1897

Een artistieke tekening is een afbeelding die door tekenen is ontstaan.
Er bestaan lijn- en toontekeningen. Meestal is het een combinatie van beide. Het gebruikte tekenmateriaal, dus ook de drager, zal in hoge mate meebepalen om welk type het gaat.
Lijnen in een tekening kunnen met nadruk gezet zijn, maar ook vlot en met expressie.
De meeste materialen zijn geschikt om beide soorten tekening te maken. Houtskool, grafietpotlood, krijt, waskrijt of pastel, plat gebruikt over de volle lengte van het staafje, is een uitstekend medium om brede schaduwen te plaatsen net zoals er redelijk fijn mee kan gearceerd worden. Om een houtskooltekening te beschermen, voorziet men die van een fixeerlaagje. Pentekeningen worden gemaakt met metalen, riet- of bamboepennen en bister, dat Oost-Indische inkt (in België ook bekend als Chinese inkt) of sepia-inkt (afkomstig uit de inktklier van de inktvis) kan zijn. Maakt de kunstenaar daarenboven nog gebruik van een penseel in een pentekening, dan kunnen sommige lijnen worden verzacht.
Er kan geschilderd worden met sterk verdunde inkt en bepaalde gebieden van de tekening kunnen worden verhoogd met de pen. Zo'n tekening noemt een lavis of gewassen tekening.

## Technische tekening
Een technische tekening is een voorstelling van een (te maken) object, zoals een gebouw, machine, schakeling of onderdeel.

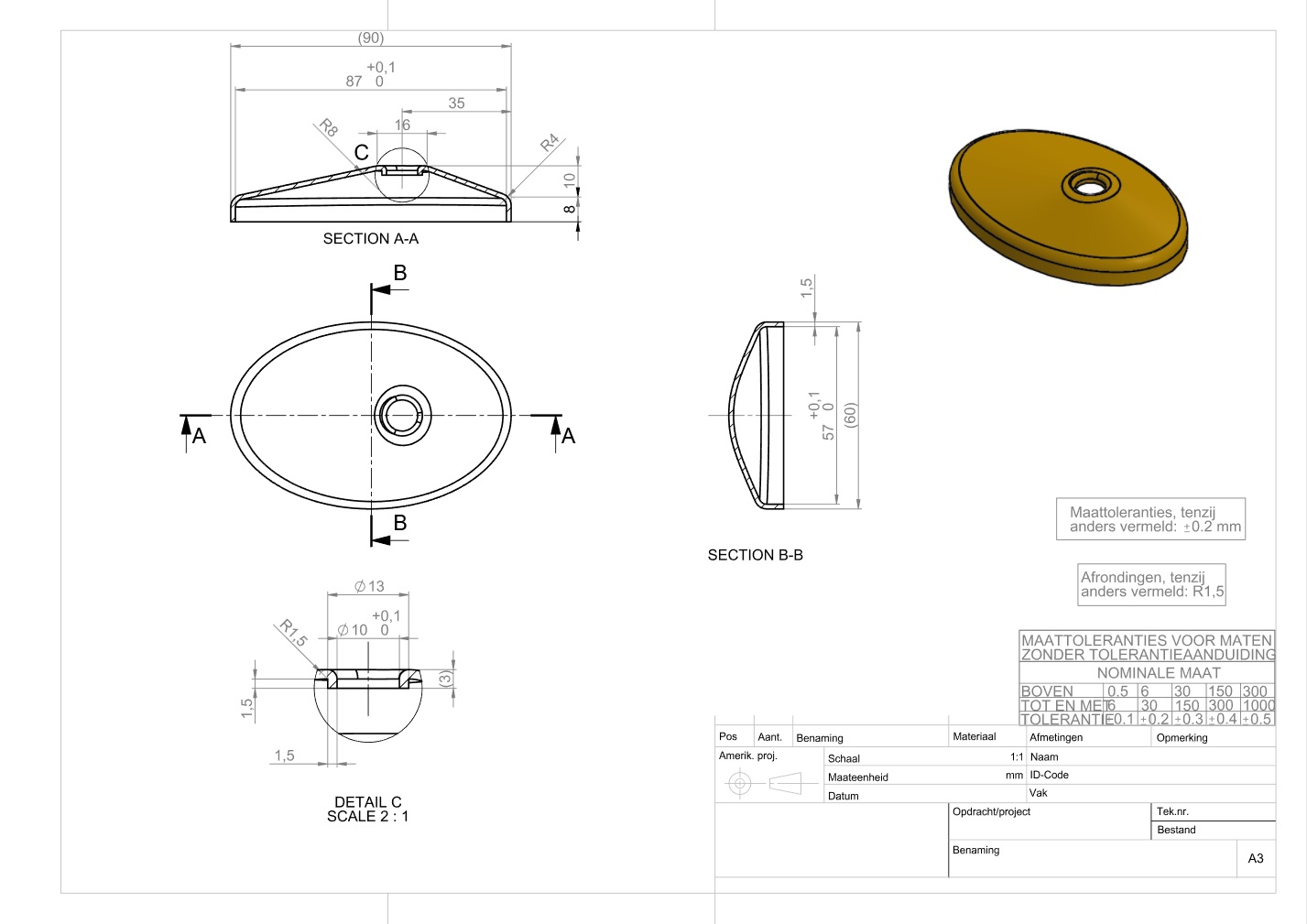
Technische tekening

In de architectuur en mechanica maakt men gebruik van projectie, perspectief, maataanduiding, tolerantie en dergelijke om zo precies mogelijk het voorwerp weer te geven. Aan de hand van een technische tekening kan dat voorwerp dan precies vervaardigd worden.
In de elektriciteit en elektronica dient de technische tekening of schema om de werking van een installatie of toestel voor te stellen of om aan te geven hoe de onderdelen met elkaar verbonden zijn. Deze onderdelen worden zo mogelijk voorgesteld door gestandaardiseerde symbolen; de verbindingen ertussen door lijnen.

## Zie ook

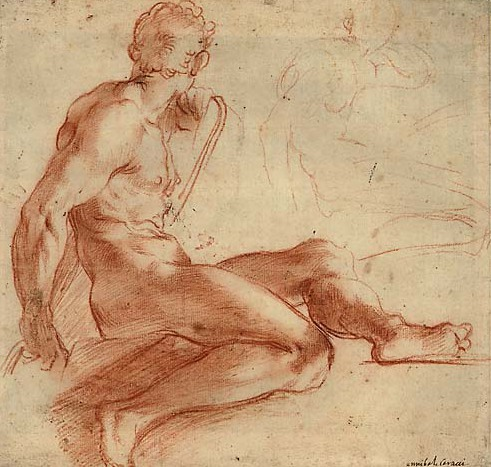
Naaktstudie van Annibale Carracci, 16e eeuw